# Ernst Henrich Berling

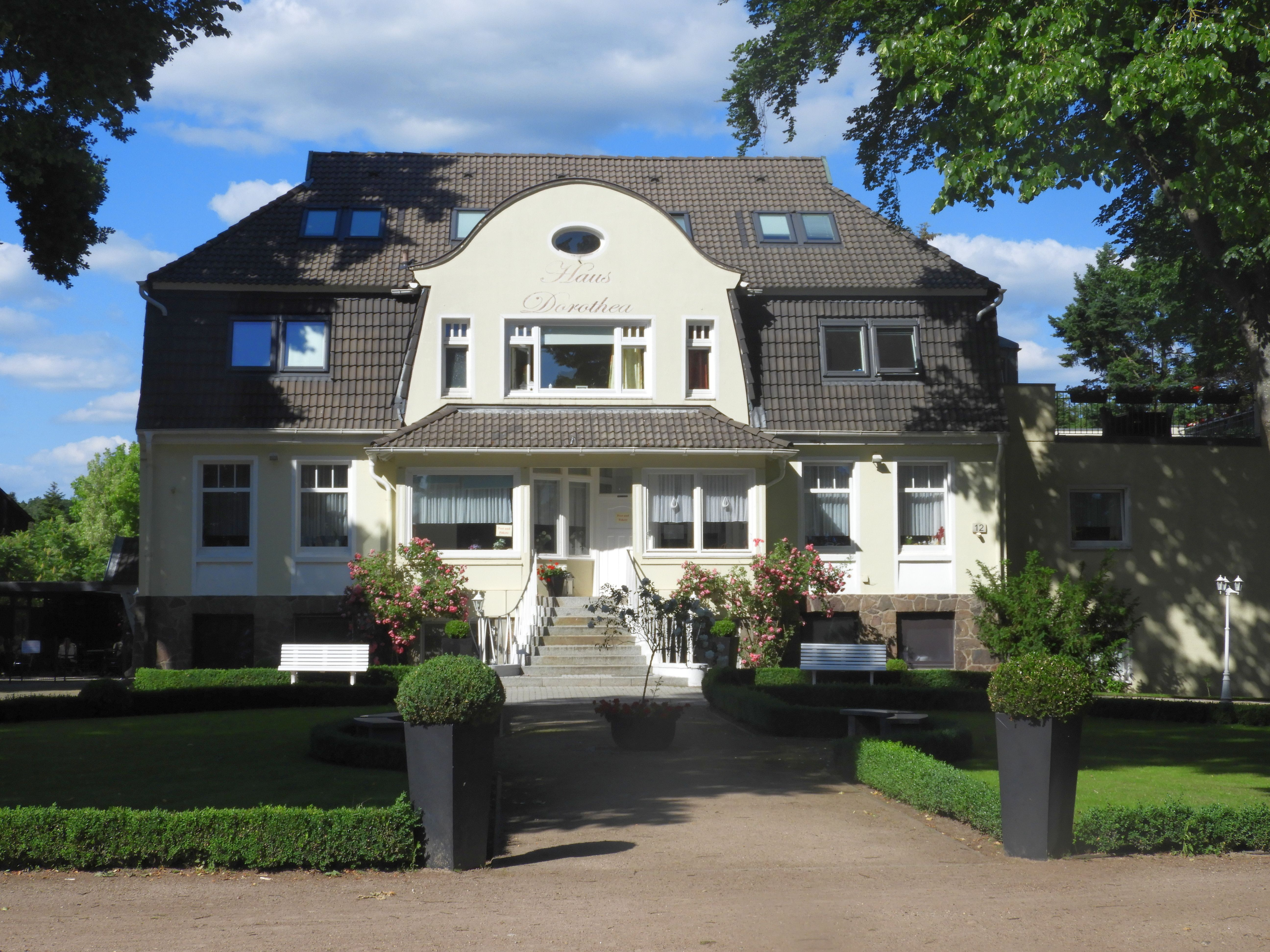
Anwesen der Familie Berling in Witzeeze. Hier lebte Ernst Heinrich Berling seit 1716. (Das Haus ist ein Neubau von 1912.)

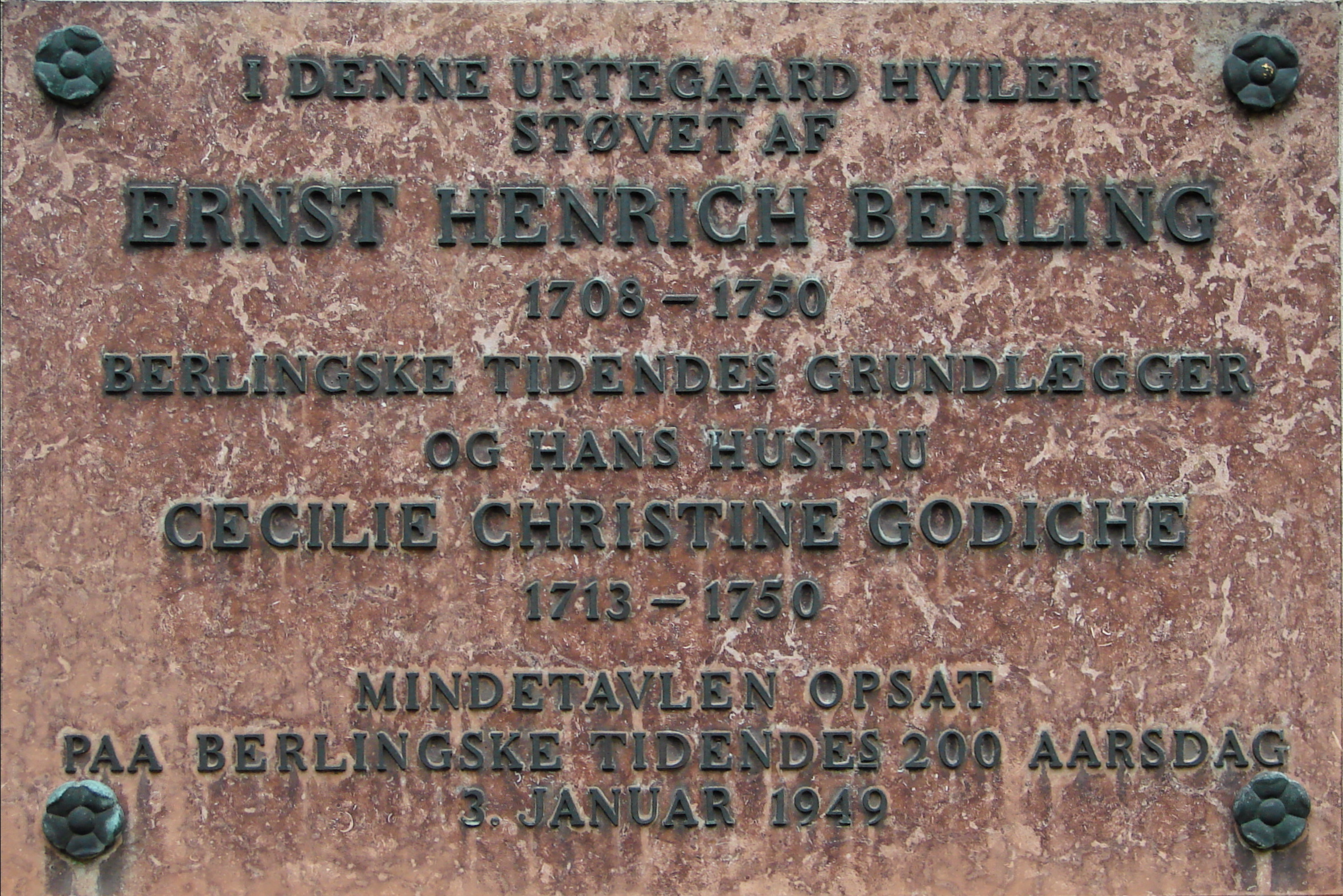
Grabplatte im Kräutergarten der St.-Petri-Kirche in Kopenhagen

Ernst Henrich Berling (* 22. März 1708 in Alt Krenzlin; † 16. Oktober 1750 in Kopenhagen, geborener Ernst Heinrich Berling) war ein deutsch-dänischer Buchdrucker, Gründer und Herausgeber der dänischen Tageszeitung Berlingske Tidende.

## Leben
Berling wurde am 22. März 1708 geboren. Als Geburtsorte werden Alt Krenzlin oder Lauenburg genannt. 
Seine Mutter war Catharina Maria Berling, geb. Hennings (* 1677 in Hornbek). Sein Vater, Melchior Christian Berling (* 9. Februar 1671 in Lauenburg), war Reitender Förster in Alt Krenzlin bei Ludwigslust. Sie heirateten 1698 und bis 1712 wurden 6 Kinder in Alt Krenzlin geboren. 1716 erbte der Vater Amt und Anwesen des Bauernvogts in Witzeeze und wurde auch Reitender Förster für das Amt Lauenburg. Hier wurde 1716 der jüngste Sohn geboren.
Ernst Heinrich Berling ging von 1723 bis 1727 bei seinem Vetter, dem Lauenburger Buchdrucker Albrecht Christian Pfeiffer, in die Lehre. Als Geselle zog er nach Stralsund, wo er bei dem Drucker Schindler arbeitete, und 1729 nach Hamburg zur Druckerwitwe Spieringen. 1731 ging er nach Kopenhagen und arbeitete in der Universitätsdruckerei des gleichfalls aus Deutschland stammenden Drucker Johan Jørgen Høpfner.
1732 heiratet er die Stieftochter des Meisters, Cecilie Christine Godiche (* 1713).
1734 gründete er seine eigene Buchdruckerei, in der u. a. die erste dänische Ausgabe von Robinson Crusoe gedruckt wurde.
Berling wurde 1747 zum Hofbuchdrucker ernannt und die dänische Regierung übertrug ihm die einzige Schriftgießerei Dänemarks. Ein Jahr später erhielt er das Recht, Zeitungen in deutscher, dänischer sowie französischer Sprache herauszugeben. Am 3. Januar 1749 erschien die Erstausgabe der Kjøbenhavnske Danske Post-Tidender, die später dem Gründer zu Ehren in Berlingske Tidende und schließlich (2011) in Berlingske umbenannt wurde.
1750 starb seine Ehefrau mit nur 37 Jahren; ein Sohn erlag im selben Jahr den Pocken. Am 16. Oktober 1750 starb Ernst Henrich Berling vermutlich an Herzversagen. In der von ihm gegründeten Zeitung erschien keine Notiz und kein Nachruf.